# Lijst van Tweede Kamerleden voor de Club-Pyttersen
Een overzicht van alle voormalige Tweede Kamerleden voor de Club-Pyttersen.
| Tweede Kamerlid              | Begindatum   | Einddatum         |
| ---------------------------- | ------------ | ----------------- |
| A. Bouman                    | 10 juni 1896 | 20 september 1897 |
| J.G. van Deinse              | 10 juni 1896 | 20 september 1897 |
| P.B.J. Ferf                  | 10 juni 1896 | 20 september 1897 |
| H.F. Hesselink van Suchtelen | 10 juni 1896 | 20 september 1897 |
| W.M. Houwing                 | 10 juni 1896 | 20 september 1897 |
| A. Knijff Hzn.               | 10 juni 1896 | 20 september 1897 |
| J. Meesters                  | 10 juni 1896 | 20 september 1897 |
| H. Pyttersen Tzn.            | 10 juni 1896 | 20 september 1897 |
| P.H. Roessingh               | 10 juni 1896 | 20 september 1897 |
| J. Schepel                   | 10 juni 1896 | 20 september 1897 |
| J.J. Willinge                | 10 juni 1896 | 20 september 1897 |
| G. Zijlma                    | 10 juni 1896 | 20 september 1897 |
| J. Zijp Kzn.                 | 10 juni 1896 | 16 september 1897 |